# WAOK (AM)
WAOK est une station de radio d'Atlanta. Elle émit pour la première fois le 15 mars 1954. Elle diffusait surtout du blues et du gospel. Son slogan est The Voice of the Community.
Elle émet sur une fréquence de 1380 kHz - FM et à une puissance de 5 000 watts le jour et 4 200 watts la nuit.
Le 26 décembre 2001, WAOK a changé de format et est passée du Gospel au News & Talk, c'est-à-dire des informations et des débats.

## Référence
- (en) Cet article est partiellement ou en totalité issu de l’article de Wikipédia en anglais intitulé « WAOK » (voir la liste des auteurs).